# بطولة العالم لكرة اليد للرجال 1990
أقيمت بطولة العالم لكرة اليد للرجال 1990 في تشيكوسلوفاكيا عام 1990م.

## الترتيب النهائي
1. السويد
2. الاتحاد السوفيتي
3. رومانيا
4. يوغوسلافيا
5. إسبانيا
6. المجر
7. تشيكوسلوفاكيا
8. ألمانيا الشرقية
9. فرنسا
10. آيسلندا
11. بولندا
12. كوريا الجنوبية
13. سويسرا
14. كوبا
15. اليابان
16. الجزائر